# Нью-Олбані (Пенсільванія)
Нью-Олбані (англ. New Albany) — місто (англ. borough) в США, в окрузі Бредфорд штату Пенсільванія. Населення — 251 особа (2020).

## Географія
Нью-Олбані розташований за координатами 41°36′4″ пн. ш. 76°26′47″ зх. д. / 41.60111° пн. ш. 76.44639° зх. д. (41.601066, -76.446342).  За даними Бюро перепису населення США в 2010 році місто мало площу 1,20 км², з яких 1,20 км² — суходіл та 0,00 км² — водойми.

## Демографія
Згідно з переписом 2010 року, у селищі мешкало 356 осіб у 132 домогосподарствах у складі 83 родин. Густота населення становила 297 осіб/км².  Було 154 помешкання (128/км²).
Расовий склад населення:
| - 98,3 % — білих - 0,6 % — чорних або афроамериканців |

До двох чи більше рас належало 1,1 %. Частка іспаномовних становила 2,8 % від усіх жителів.
За віковим діапазоном населення розподілялося таким чином: 32,6 % — особи молодші 18 років, 55,9 % — особи у віці 18—64 років, 11,5 % — особи у віці 65 років та старші. Медіана віку мешканця становила 30,3 року. На 100 осіб жіночої статі у селищі припадало 94,5 чоловіків;  на 100 жінок у віці від 18 років та старших — 98,3 чоловіків також старших 18 років.
Середній дохід на одне домашнє господарство  становив 50 703 долари США (медіана — 41 875), а середній дохід на одну сім'ю — 49 480 доларів (медіана — 41 563). Медіана доходів становила 46 250 доларів для чоловіків та 30 938 доларів для жінок. За межею бідності перебувало 30,8 % осіб, у тому числі 47,8 % дітей у віці до 18 років та 14,0 % осіб у віці 65 років та старших.
Цивільне працевлаштоване населення становило 121 особа. Основні галузі зайнятості: виробництво — 36,4 %, будівництво — 18,2 %, освіта, охорона здоров'я та соціальна допомога — 13,2 %, сільське господарство, лісництво, риболовля — 9,1 %.